# Чебуркин, Дмитрий Сергеевич
Дмитрий Сергеевич Чебуркин (род. 16 июня 1997, Самара, Россия) — российский профессиональный баскетболист, играющий на позициях тяжелого и легкого форвардов.

## Карьера
Воспитанник баскетбольной школы подмосковных «Химок». Выступал за «Химки-2» и «Химки-Подмосковье».
В 2018 г. перешел в баскетбол 3x3, начал выступления за команду «Гагарин». 
В 2023 г. команда «Гагарин» переехала из Химок в Пермь и сменила название на «Bionord Pro». Через полгода Чебуркин перешел из «Bionord Pro» в пермскую «Парму», вернувшись в баскетбол 5x5.
С 2023 г. Чебуркин выступал за «Парму», а в 2025 г. перешел в «Самару».

## Достижения
В составе команды «Гагарин» в баскетболе 3x3 Чебуркин стал чемпионом России, обладателем Кубка России и вице-чемпионом мирового тура.